# Ivan Gudelj
Ivan Gudelj (Imotski, 1960. április 21. –) jugoszláv válogatott horvát labdarúgó, középpályás, edző.

## Pályafutása

### Klubcsapatban
1975–76-ban az NK Mračaj, 1976 és 1979 között a Hajduk Split korosztályos csapatában kezdte a labdarúgást. 1979 és 1986 között játszott a Hajduk első csapatában, ahol egy-egy jugoszláv bajnoki címet és kupagyőzelmet ért el.

### A válogatottban
1980 és 1986 között 33 alkalommal szerepelt a jugoszláv válogatottban és három gólt szerzett. Az 1980-as moszkvai olimpián negyedik lett a csapattal. Részt vett az 1982-es spanyolországi világbajnokságon és az 1984-es franciaországi Európa-bajnokságon.

### Edzőként
A horvát U16-os válogatottnál kezdett edzőként dolgozni. 2005 és 2013 között az U17-es, 2013–14-ben az U19-es válogatott szövetségi kapitánya volt. Közben klubedzőként is tevékenykedett az NK Uskok, az NK Zadar, az NK Dubrovnik és az osztrák Vorwärts Steyr együttesénél. 2005–06-ban a Hajduk Split vezetőedzője volt.

## Sikerei, díjai
Jugoszlávia
- Olimpiai játékok
  - 4.: 1980, Moszkva

 Hajduk Split
- Jugoszláv bajnokság
  - bajnok: 1978–79
- Jugoszláv kupa
  - győztes: 1984